# Парламентские выборы в Греции (2009)
Парламентские выборы в Греции 2009 — досрочные выборы в Парламент Греции, которые состоялись 4 октября 2009 года. Очередные выборы должны состояться только в сентябре 2010 года.
2 сентября 2009 года премьер-министр Греции Костас Караманлис обратился с запросом к Президенту Каролосу Папульясу о роспуске Греческого парламента и назначении новых досрочных выборов. По мнению Караманлиса, это должно помочь принять ряд мер, чтобы преодолеть экономический спад. В то время, как другие европейские государства уже преодолели последствия глобального кризиса, греческая экономика все ещё находится в состоянии рецессии. В Греции стремительно росла безработица, а государственный долг является вторым по величине в Еврозоне и должен превысить годовой ВВП. Парламент был распущен, а новые выборы назначены на 4 октября 2009 года.

## Данные эксит-полла
Первые результаты эксит-полла, который проводился совместно с социологами Alco, GPO, MARC, Metron Analysis, MRB, Opinion и RASS были обнародованы в 19 часов 4 октября 2009 года:
| Эксит-пол          | 4 октября 2009 года | Новая демократия | ПАСОК     | Коммунистическая партия Греции | Коалиция радикальных левых | Народный православный призыв | Партия зелёных | Другие партии |
| Процент голосов    | 19 часов            | 34.3-37.3        | 41.0-44.0 | 7.3-8.3                        | 3.9-4.9                    | 5.0-6.0                      | 2.0-3.0        | -             |
| Места в парламенте | 19 часов            | 94-100           | 151—159   | 20-22                          | 11-13                      | 14-16                        | 0              | -             |
| ------------------ | ------------------- | ---------------- | --------- | ------------------------------ | -------------------------- | ---------------------------- | -------------- | ------------- |

В 20:50 4 октября 2009 были обнародованы пересмотренные результаты, допустимая погрешность менее 0,5 %:
| Эксит-пол          | 4 октября 2009 года | Новая демократия | ПАСОК | Коммунистическая партия Греции | Коалиция радикальных левых | Народный православный призыв | Партия зелёных | Другие партии |
| Процент голосов    | 20:50               | 33.9             | 43.8  | 7.6                            | 4.5                        | 5.6                          | 2.5            | -             |
| Места в парламенте | 20:50               | 92               | 160   | 21                             | 12                         | 15                           | 0              | -             |
| ------------------ | ------------------- | ---------------- | ----- | ------------------------------ | -------------------------- | ---------------------------- | -------------- | ------------- |

## Результаты выборов
Источник: Греческая статистическая служба
| Политическая партия | Политическая партия                            | Количество голосов | %     | +/-   | Количество мандатов | +/- |
| ------------------- | ---------------------------------------------- | ------------------ | ----- | ----- | ------------------- | --- |
|                     | Всегреческое социалистическое движение (ПАСОК) | 2 993 375          | 43,94 | +5,82 | 160                 | +58 |
|                     | Новая демократия (НД)                          | 2 281 693          | 33,49 | −8,38 | 91                  | -60 |
|                     | Коммунистическая партия Греции (KKE)           | 513 247            | 7,53  | −0,61 | 21                  | -1  |
|                     | Народный православный призыв (LAOS)            | 383 128            | 5,62  | +1,83 | 15                  | +5  |
|                     | Коалиция радикальных левых (SYRΙΖΑ)            | 312 869            | 4,59  | −0,44 | 13                  | -1  |
|                     | Партия зелёных (OP)                            | 171 943            | 2,52  | +1,48 | 0                   | —   |
|                     | Другие партии                                  |                    |       |       |                     |     |
|                     | Всего                                          |                    | 100 % | -     | 300                 | -   |